# حزب المحافظين (المملكة المتحدة)
حزب المحافظين والاتحاديين (بالإنجليزية: Conservative and Unionist Party)‏ هو أحد الحزبين السياسيين الرئيسيين في المملكة المتحدة إلى جانب حزب العمال وهو منافسه الأساسي منذ ثلاثينيات القرن العشرين. يعد حزب المحافظين الحزب الحاكم في المملكة المتحدة سابقاً، يقع الحزب على وسط يمين الطيف السياسي ويجمع تحت سقفه فصائل أيديولوجية مختلفة ومن بينهم محافظي الأمة الواحدة والثاتشريين والمحافظين الليبراليين والليبراليين المحافظين. يبلغ عدد أعضاء الحزب في البرلمان 357 عضو ولديه 257 عضو معين في مجلس اللوردات بالإضافة إلى 9 أعضاء في جمعية لندن و31 عضو في البرلمان الإسكتلندي و16 عضو في البرلمان الويلزي وأربع عمدات منتخبين انتخابًا مباشرًا وثلاثين مفوض شرطة وجريمة وقرابة 7,500 عضو مجلس إدارة محلية. يعقد الحزب مؤتمرًا حزبيًا سنويًا يستعرض خلاله سياسات الحزب وأبرز الساسة المنتسبين إليه.
تأسس الحزب المحافظ من حزب المحافظين القديم الذي انبثق عنه في عام 1834. وكان أحد الحزبين السياسيين المهيمنين خلال القرن التاسع عشر إلى جانب الحزب الليبرالي. مارس الحزب دورًا رياديًا خلال عهد رئيس الوزراء بينجامين دزرائيلي حين بلغت الإمبراطورية البريطانية أوج قوتها. اندمج الحزب الاتحادي الليبرالي مع الحزب المحافظ ليشكل كليهما الحزب المحافظ والوحدوي في عام 1912. غدا حزب العمال الغريم السياسي الرئيسي للحزب في أعقاب هذه الفترة. لا يزال الحزب المحافظ وحزب العمال أهم حزبين في المملكة المتحدة، وهما أكبر حزبين سياسيين على مستوى البلاد من ناحية التمثيل الانتخابي وإجمالي عدد الأعضاء المسجلين.
وصل الحزب المحافظ للسلطة بعد الاتفاق على تشكيل حكومة ائتلاف مع الديمقراطيين الليبراليين في عام 2010، وهو ما أنهى 13 عامًا من سيطرة العمال على الحكومة برئاسة طوني بلير وغوردن براون. شكل المحافظون حكومة بأغلبية ضئيلة بفارق 12 مقعدًا عقب الانتخابات العامة لسنة 2015. أفضت الانتخابات العامة المبكرة التي أجريت في عام 2017 إلى خسارة المحافظين للغالبية البرلمانية التي كانوا يتمتعون بها والحكم من خلال اتفاق ثقة وتأييد مع الحزب الديمقراطي الاتحادي. فاز المحافظون بأغلبية ساحقة بلغت 80 مقعدًا في الانتخابات العامة لسنة 2019. ومع ذلك، قادت سلسلة من الفضائح إلى حجب الثقة عن بوريس جونسون ونشوب الأزمة الحكومية في عام 2022. أعلن رئيس الوزراء استقالته من منصبه بعد ذلك في ظل ترقب بدء المنافسة على زعامة الحزب، ولكن ظلت الحكومة تواجه معدلات قياسية متدنية في استطلاعات الرأي ودعوات لإجراء انتخابات عامة مبكرة.
اعتمد الحزب منذ ثمانينيات القرن العشرين سياسات اقتصادية ليبرالية تميل نحو السوق الحر على غرار رفع القيود والخصخصة والتحول نحو نظام السوق، وذلك على الرغم من تأييده لسياسة الحمائية تاريخيًا. يعد الحزب وحدويًا بريطانيًا ويعارض الوحدة الأيرلندية والاستقلال الإسكتلندي والويلزي، وذلك بالإضافة إلى انتقاده مبدأ تفويض السلطة. يعد الحزب من الناحية التاريخية داعمًا للمحافظة على الإمبراطورية البريطانية وديمومتها. انتهج الحزب مقاربات مختلفة تجاه الاتحاد الأوروبي في الوقت الذي جمع تحت سقفه فصائل مشككة بالاتحاد الأوروبي، وذلك بالإضافة إلى عدة فصائل أخرى مؤيدة لأوروبا على الرغم من تضاؤل حجمها في ما بعد. اعتنق الحزب موقفًا متشككًا بالاتحاد الأوروبي بحدة رافعًا شعار «إتمام البريكست» عقب قرار خروج بريطانيا من الاتحاد الأوروبي والذي جاء على إثر الاستفتاء الذي أجرته حكومة كاميرون المحافظة. انتهج الحزب مقاربة اجتماعية محافظة من الناحية التاريخية، ولكن أضحت سياسته الاجتماعية أكثر ليبرالية وهو ما يتضح من خلال تشريع زواج المثليين الذي طُرح في ظل حكومة الائتلاف الحاكم التي ضمت حزبي المحافظين والليبراليين بقيادة كاميرون وكليغ في عام 2014. كذلك تأييد الحزب لرفع الحظر المفروض على انخراط النساء في الأدوار القتالية ضمن القوات المسلحة في ظل حكومة كاميرون في عام 2016، وطرح الحزب مبادرة ترمي إلى تشريع القنب الطبي في ظل حكومة ماي الثانية في عام 2018. يفضل الحزب على صعيد السياسة الدفاعية احتفاظ بريطانيا بمقدراتها العسكرية القوية ومن جملتها برنامجها المستقل للأسلحة النووية وعضويتها في حلف الناتو.
تألفت القاعدة الانتخابية والمالية الداعمة للحزب من أصحاب المنازل وأرباب الأعمال والمطورين العقاريين والناخبين المنتمين للطبقة الوسطى بصورة أساسية ولا سيما أولئك المتمركزين في مناطق الأرياف والضواحي الإنجليزية. كذلك بدأ الحزب منذ استفتاء بقاء بريطانيا في الاتحاد الأوروبي باستهداف الناخبين المنتمين للطبقة العاملة في المناطق الحضرية الصغيرة والمتوسطة والذين كانوا تقليديًا يشكلون القاعدة الداعمة لحزب العمال. اعتُبر حزب المحافظين أحد أنجح الأحزاب السياسية في العالم الغربي نظرًا للسطوة التي مارسها على الحياة السياسية البريطانية على مدار القرن العشرين إذ حكم لمدة 65 سنة غير متواصلة، وذلك فضلًا عن عودة بروزه على الساحة في العقد الثاني من القرن الحادي والعشرين.
تتمتع أفرع لندن وإسكتلندا وويلز وأيرلندا الشمالية المنتمية للحزب باستقلالية شبه ذاتية. ويعد الحزب المحافظ عضوًا مؤسسًا في الاتحاد الديمقراطي الدولي وكتلة المحافظين والإصلاحيين الأوروبيين.

## السياسات

### السياسة الاقتصادية
يؤمن الحزب المحافظ بأن السوق الحر والإنجاز الفردي هما العاملان الأساسيان لتحقيق الازدهار الاقتصادي. يعد الاقتصاد المعتمد على العرض النظرية الاقتصادية الرائدة التي يدعو المحافظون إليها. ترى هذه النظرية أن تخفيض معدلات ضريبة الدخل سوف يؤدي إلى زيادة النمو والمشاريع التجارية (مع أن خفض قيمة العجز في الموازنة يسبق تخفيض الضرائب كأولوية في بعض الأحيان). انصب تركيز الحزب مؤخرًا على اقتصاد السوق الاجتماعي في بريطانيا معززًا مبدأ السوق الحر الرامي إلى خلق منافسة اقتصادية بالتماشي مع إحراز توازن اجتماعي بهدف إشاعة العدالة. شمل ذلك وضع قيود على القطاع المصرفي واستحداث مناطق استثمارية بهدف إعادة إحياء المناطق المستكينة في بريطانيا وتدشين مشاريع بنية تحتية كبرى مثل خطوط السكك الحديدية عالية السرعة.
كانت معارضة العملة الأوروبية الموحدة (اليورو) خلال السنوات الماضية من بين هذه السياسات الاقتصادية الملموسة. دخل جون ميجور في مفاوضات للانسحاب من معاهدة ماستريخت لسنة 1992 على خلفية تنامي النزعة الشكوكية الأوروبية في صفوف الحزب. مكن ذلك المملكة المتحدة من البقاء ضمن الاتحاد الأوروبي دون اعتماد عملتها الموحدة. ومع ذلك، كان عدة أعضاء من وزارة ميجور على غرار كينيث كلارك يدعمون شخصيًا الاتحاد النقدي الأوروبي. أخذ جميع القادة المحافظون اللاحقون مواقف مترسخة عارضت اعتماد اليورو في أعقاب استقالة ميجور من منصبه بعد الهزيمة التي مني بها في انتخابات عام 1997.
عارض الحزب المحافظ قرار العمال القاضي بمنح مصرف إنجلترا الصلاحية للتحكم بأسعار الفائدة عقب الانتصار الذي حققه حزب العمال في الانتخابات العامة لسنة 1997. اعتبر المحافظون هذا القرار تمهيدًا لإبطال الجنيه الإسترليني وقبول العملة الأوروبية الموحدة. كذلك عبر الحزب عن قلقه إزاء النأي بالسياسة النقدية عن مقاليد السيطرة الديمقراطية. بيد أن فكرة استقلال المصرف المركزي كانت تحظى بشعبية في الأوساط المالية لدورها في المساعدة على إبقاء التضخم عند مستوى منخفض. قبِل المحافظون سياسة العمال في مطلع عام 2000.
شهدت ضريبة الدخل المفروضة على أعلى 50% من الدخول تخفيضًا لتصبح 45% منذ عودة الحزب المحافظ إلى السلطة في ظل حكومة الائتلاف التي تزعمها كاميرون وكليغ. بادر الحزب المحافظ إلى تخفيض معدل الإنفاق الحكومي بصورة كبيرة من خلال اعتماد برنامج تقشفي باشر تطبيقه في عام 2010، وذلك إلى جانب تخفيض معدلات الضرائب والالتزامات المنوطة بالقانون الضريبي.

## زعماء حزب المحافظين منذ نشأته حتى الآن
1. سبنسر برسيفال: (4/10/1809-11/5/1812)
2. روبرت بانكس جنكنسون: (8/6/1812-12/4/1827)
3. جورج كانينغ: (12/4/1827- 8/8/1827)
4. فريدريك جون روبنسن: (31/8/1827- 22/1/1828)
5. آرثر ويلزلي:(22/1/1828- 10/12/1834)
6. السير روبرت بيل: (10/12/1834- 27/6/1846)
7. إدوارد سميث ستانلي: (27/6/1846 - 27/2/1868)
8. بينجامين دزرائيلي: (27/2/1868- 19/4/1881)
9. روبرت آرثر تالبوت: (9/5/1881- 12/7/1902)
10. آرثر جيمس بلفور: (12/7/1902- 13/11/1911)
11. أندرو بونار لو: أول مرة (13/11/1911- 21/3/1921)
12. أوستن شيمبرلين:(21/3/1921- 23/10/1922)
13. أندرو بونار لو (ثاني مرة): (23/10/1922- 28/5/1923)
14. ستانلي بلدوين:(28/5/1923- 31/5/1937)
15. آرثر نيفيل تشيمبرلين: (31/5/1937- 9/10/1940)
16. ونستون تشرشل: (9/10/1940- 21/4/1955)
17. سير أنطوني إيدن: (21/4/1955- 22/1/1957)
18. هارولد ماكميلان: (22/1/1957- 12/11/1963)
19. أليك دوغلاس هوم: (12/11/1963- 2/8/1965)
20. إدوارد هيث: (2/8/1965- 11/2/1975)
21. مارغريت ثاتشر: (11/2/1975- 28/11/1990) أول امرأة تتولى رئاسة حزب المحافظين.
22. جون ميجور: (28/11/1990- 19/7/1997)
23. أيان دونكان سميث: (13/9/2001- 6/11/2003)
24. مايكل هاورد: (6/11/2003- 6/12/2005)
25. ديفيد كاميرون: من 6 ديسمبر 2005 إلى 11 يوليو 2016.
26. تيريزا ماي: من 11 يوليو 2016 حتى 7 يونيو 2019
27. بوريس جونسون من 23 يوليو 2019 حتى 4 سبتمبر 2022
28. ليز تراس من 5 سبتمبر 2022 - استقالة 20 أكتوبر 2022 بعد (بعد 44 يومًا من تولي المنصب.)
29. ريشي سوناك من 24 أكتوبر 2022 - الآن

## زعماء الحزب الذين تولوا رئاسة الوزراء في المملكة المتحدة
1. السير روبرت بيل: (10/12/1834- 27/6/1846)
2. إدوارد جوفيرى ستانلي: (27/6/1846 - 27/2/1868)
3. بنيامين دزرائيلي: (27/2/1868- 19/4/1881)
4. روبرت آرثر تالبوت: (9/5/1881- 12/7/1902)
5. آرثر جيمس بلفور: (12/7/1902- 13/11/1911)
6. بونار لوي: أول مرة (13/11/1911- 21/3/1921)
7. أوستن شيمبرلين: (21/3/1921- 23/10/1922)
8. بونار لوي: ثاني مرة (23/10/1922- 28/5/1923)
9. ستانلى بالدوين: (28/5/1923- 31/5/1937)
10. آرثر نيفيل شيمبرلين: (31/5/1937- 9/10/1940)
11. ونستون تشرشل: (9/10/1940- 21/4/1955)
12. سير أنتوني إيدن: (21/4/1955- 22/1/1957)
13. هارولد ماكميلان: (22/1/1957- 12/11/1963)
14. أليك دوغلاس هيوم: (12/11/1963- 2/8/1965)
15. مارغريت ثاتشر: (4/5/1979-28/11/1990)
16. جون ميجر:(28/11/1990-2/5/1997)
17. ديفيد كاميرون:(11/5/2010-13/7/2016)
18. تيريزا ماي: (13/7/2016-2019/6/7)
19. بوريس جونسون (2019/6/8-2022/9/5
20. ليز تراس (2022/9/5 - 20/10/2022)